# Hingeon
Hingeon är en ort i Belgien.   Den ligger i provinsen Namur och regionen Vallonien, i den centrala delen av landet, 60 km sydost om huvudstaden Bryssel. Hingeon ligger 205 meter över havet och antalet invånare är 844.
Terrängen runt Hingeon är huvudsakligen platt. Hingeon ligger uppe på en höjd. Runt Hingeon är det ganska tätbefolkat, med 96 invånare per kvadratkilometer.. Närmaste större samhälle är Namur, 11,8 km sydväst om Hingeon. 
Omgivningarna runt Hingeon är en mosaik av jordbruksmark och naturlig växtlighet.